# David Patterson
Pour les articles homonymes, voir Patterson.
David A. Patterson, né le 16 novembre 1947 à Evergreen Park, est un scientifique américain, professeur émérite de l'université de Californie à Berkeley en génie électrique et informatique. Lui et John Hennessy sont les co-lauréats du prix Turing 2017 pour avoir été les pionniers d'une approche systématique et quantitative de la conception et de l'évaluation d'architecture de processeur ayant un impact durable sur l'industrie des microprocesseurs.